# 神子卓也
神子 卓也（かみこ たくや、1977年7月11日 - 2015年4月27日）は、神奈川県を登録地としていた競輪選手。日本競輪学校第85期生。師匠は宇佐美行夫（27期）。

## 来歴
日本競輪学校には技能試験に合格して入学。在校競走成績は46位（4勝）。
2000年8月11日、立川競輪場でデビューし4着。初勝利は同年8月13日の同場。
2015年4月27日、神奈川県三浦市南下浦町の県道のトンネル内で、走行中のトラックと衝突。病院に運ばれたものの死亡が確認された。37歳没。
通算成績1190戦153勝、優勝2回。